# Titularbistum Amathus in Palaestina
Amathus in Palaestina (ital.: Amatunte di Palestina) ist ein Titularbistum der römisch-katholischen Kirche. 
Es geht zurück auf einen untergegangenen Bischofssitz der antiken Stadt Amathous in der römischen Provinz Syria Palaestina bzw. Palaestina Prima, das der Kirchenprovinz Caesarea in Palaestina angehörte.
| Titularbischöfe von Amathus in Palaestina |                                        | |                   |                    |
| Nr.                                       | Name                                   | Amt                                                                                                | von               | bis                |
| 1                                         | Francesco Maria Miceli                 | | 7. Februar 1729   | 11. März 1743      |
| 2                                         | Lattanzio Felice Sega                  | Weihbischof in Bologna (Kirchenstaat)                                                              | 27. Juli 1743     |                    |
| 3                                         | Gaetano Galbato                        | | 17. März 1755     |                    |
| 4                                         | Juan Antonio Lillo OFM                 | Weihbischof in Nueva Caceres (Philippinen)                                                         | 15. Dezember 1828 | 28. Februar 1831   |
| 5                                         | Francesco Saverio Pescetto OCD         | Apostolischer Vikar von Malabar (Indien)                                                           | 8. März 1831      | 10. April 1840     |
| 6                                         | Guillaume-Marie Douarre SM             | Apostolischer Koadjutorvikar von Zentral-Ozeanien Apostolischer Vikar von Neukaledonien (Ozeanien) | 23. August 1842   | 27. Juni 1853      |
| 7                                         | Ludwik Bartłomiej Brynk                | Weihbischof in Luzk (Russisches Kaiserreich)                                                       | 23. Februar 1872  | 19. September 1874 |
| 8                                         | Francesco Folicaldi                    | | 28. Januar 1876   | 12. März 1877      |
| 9                                         | Carlo Laurenzi                         | Weihbischof in Perugia (Königreich Italien)                                                        | 22. Juni 1877     | 13. November 1884  |
| 10                                        | Francesco di Paola Cassetta            | Kurienbischof                                                                                      | 2. Dezember 1884  | 25. November 1887  |
| 11                                        | Domenico Taccone-Gallucci              | Koadjutorbischof von Nicotera-Tropea (Königreich Italien)                                          | 1. Juni 1888      | 14. Dezember 1889  |
| 12                                        | Pasquale Corrado                       | Koadjutorbischof von Molfetta-Giovinazzo-Terlizzi (Königreich Italien)                             | 30. Dezember 1889 | 2. Januar 1890     |
| 13                                        | Gherardo Araldi                        | emeritierter Bischof von Carpi (Königreich Italien)                                                | 14. Dezember 1891 | 5. Februar 1895    |
| 14                                        | Bartolomeo Mirra                       | Weihbischof in Sabina und Poggio Mirteto (Königreich Italien)                                      | 15. März 1898     | 15. April 1907     |
| 15                                        | Valentín Comellas y Santamaría         | Apostolischer Administrator von Solsona (Spanien)                                                  | 18. Dezember 1919 | 5. September 1933  |
| 16                                        | Willem Petrus Bartholomaeus Cobben SCJ | Apostolischer Vikar von Helsinki (Finnland)                                                        | 19. Dezember 1933 | 25. Februar 1955   |
| 17                                        | Ladislau Paz SDB                       | Weihbischof in Corumbá (Brasilien)                                                                 | 21. Juli 1955     | 28. November 1957  |
| 18                                        | José Antonio Dammert Bellido           | Weihbischof in Lima (Peru)                                                                         | 14. April 1958    | 19. März 1962      |
| 19                                        | Hugo Mark Gerbermann MM                | Prälat von Huehuetenango (Guatemala)                                                               | 6. Juni 1962      | 23. Dezember 1967  |